# 麦尔·苏罗
麦尔·苏罗（丹麥語：Mai Surrow，1992年9月18日—），丹麥女子羽毛球運動員。

## 簡歷
2014年，麦尔·苏罗與叶普·卢德维格森合作，先在3月進行的葡萄牙國際賽贏得混雙亞軍，其後在5月進行的斯洛文尼亞國際賽又成功奪得冠軍；他們在年內的羅馬尼亞國際賽和斯洛文尼亞國際賽都能打進混雙四強。此外，她又與马德斯·佩德森合作贏得克羅地亞國際賽混雙亞軍。

## 主要比賽成績
只列出曾進入準決賽的國際賽事成績：
| 年份   | 賽事                   | 公開賽級別 | 項目     | 拍檔                 | 成績   |
| ------ | ---------------------- | ---------- | -------- | -------------------- | ------ |
| 2013年 | 挪威羽毛球國際賽       | 國際系列賽 | 混合雙打 | 叶普·卢德维格森      | 準決賽 |
| 2014年 | 葡萄牙羽毛球國際賽     | 國際系列賽 | 混合雙打 | 叶普·卢德维格森      | 亞軍   |
| 2014年 | 羅馬尼亞羽毛球國際賽   | 國際系列賽 | 混合雙打 | 叶普·卢德维格森      | 準決賽 |
| 2014年 | 克羅地亞羽毛球國際賽   | 國際系列賽 | 混合雙打 | 马德斯·佩德森        | 亞軍   |
| 2014年 | 斯洛文尼亞羽毛球國際賽 | 國際系列賽 | 混合雙打 | 叶普·卢德维格森      | 冠軍   |
| 2014年 | 匈牙利羽毛球國際賽     | 國際系列賽 | 混合雙打 | 叶普·卢德维格森      | 準決賽 |
| 2015年 | 匈牙利羽毛球國際賽     | 國際系列賽 | 混合雙打 | 米克尔·米克尔森      | 準決賽 |
| 2016年 | 冰島羽毛球國際賽       | 國際系列賽 | 女子雙打 | 茱莉·达瓦尔·雅各布森 | 準決賽 |
| 2016年 | 羅馬尼亞羽毛球國際賽   | 國際系列賽 | 女子雙打 | 迪特·瑟比·汉森       | 準決賽 |
| 2016年 | 葡萄牙羽毛球國際賽     | 國際系列賽 | 混合雙打 | 米克尔·米克尔森      | 冠軍   |
| 2016年 | 斯洛文尼亞羽毛球國際賽 | 國際系列賽 | 混合雙打 | 米克尔·米克尔森      | 冠軍   |
| 2016年 | 波蘭羽毛球國際賽       | 國際系列賽 | 混合雙打 | 米克尔·米克尔森      | 冠軍   |
| 2017年 | 瑞典羽毛球國際賽       | 國際系列賽 | 混合雙打 | 米克尔·米克尔森      | 冠軍   |
| 2017年 | 奧地利羽毛球公開賽     | 國際挑戰賽 | 混合雙打 | 米克尔·米克尔森      | 冠軍   |
| 2017年 | 葡萄牙羽毛球國際賽     | 國際系列賽 | 女子雙打 | 埃米莉·尤尔·摩勒     | 亞軍   |
| 2017年 | 葡萄牙羽毛球國際賽     | 國際系列賽 | 混合雙打 | 米克尔·米克尔森      | 準決賽 |
| 2017年 | 芬蘭羽毛球公開賽       | 國際挑戰賽 | 混合雙打 | 米克尔·米克尔森      | 亞軍   |
| 2017年 | 斯洛文尼亞羽毛球國際賽 | 國際系列賽 | 混合雙打 | 米克尔·米克尔森      | 冠軍   |
| 2017年 | 比利時羽毛球國際賽     | 國際挑戰賽 | 混合雙打 | 米克尔·米克尔森      | 準決賽 |
| 2017年 | 捷克羽毛球公開賽       | 國際挑戰賽 | 混合雙打 | 米克尔·米克尔森      | 準決賽 |
| 2017年 | 蘇格蘭羽毛球大獎賽     | 大獎賽     | 混合雙打 | 米克尔·米克尔森      | 亞軍   |
| 2017年 | 意大利羽毛球國際賽     | 國際挑戰賽 | 混合雙打 | 米克尔·米克尔森      | 準決賽 |
| 2018年 | 西班牙羽毛球國際賽     | 國際挑戰賽 | 混合雙打 | 米克尔·米克尔森      | 亞軍   |
| 2018年 | 意大利羽毛球國際賽     | 國際挑戰賽 | 女子雙打 | 茱莉·芬尼-易普森     | 亞軍   |
| 2018年 | 意大利羽毛球國際賽     | 國際挑戰賽 | 混合雙打 | 米克爾·米克爾森      | 準決賽 |
| 2019年 | 愛沙尼亞羽毛球國際賽   | 國際系列賽 | 女子雙打 | 茱莉·芬尼-易普森     | 冠軍   |
| 2019年 | 瑞典羽毛球公開賽       | 國際系列賽 | 混合雙打 | 米克尔·米克尔森      | 亞軍   |
| 2019年 | 波蘭羽毛球公開賽       | 國際挑戰賽 | 混合雙打 | 米克爾·米克爾森      | 準決賽 |
| 2019年 | 荷蘭羽毛球國際賽       | 國際系列賽 | 女子雙打 | 茱莉·芬尼-易普森     | 準決賽 |
| 2019年 | 蘇格蘭羽毛球公開賽     | 國際挑戰賽 | 女子雙打 | 茱莉·芬尼-易普森     | 亞軍   |
| 2020年 | 瑞典羽毛球公開賽       | 國際系列賽 | 女子雙打 | 茱莉·芬尼-易普森     | 冠軍   |
| 2020年 | 瑞典羽毛球公開賽       | 國際系列賽 | 混合雙打 | 馬蒂亞斯·蒂里        | 亞軍   |
| 2021年 | 丹麥羽毛球大師賽       | 國際挑戰賽 | 女子雙打 | 茱莉·芬尼-易普森     | 準決賽 |
| 2021年 | 丹麥羽毛球大師賽       | 國際挑戰賽 | 混合雙打 | 馬蒂亞斯·蒂里        | 準決賽 |
| 2022年 | 奧地利羽毛球公開賽     | 國際系列賽 | 女子雙打 | 茱莉·芬尼-易普森     | 亞軍   |
| 2022年 | 南特羽毛球國際挑戰賽   | 國際挑戰賽 | 女子雙打 | 茱莉·芬尼-易普森     | 冠軍   |
| 2023年 | 瑞典羽毛球公開賽       | 國際系列賽 | 混合雙打 | Sebastian Bugtrup    | 亞軍   |
| 2023年 | 荷蘭羽毛球公開賽       | 國際挑戰賽 | 女子雙打 | 茱莉·芬尼-易普森     | 亞軍   |
| 2023年 | 阿布達比羽毛球大師賽   | 超級100賽  | 女子雙打 | 茱莉·芬尼-易普森     | 亞軍   |
| 2023年 | 愛爾蘭羽毛球公開賽     | 國際挑戰賽 | 女子雙打 | 茱莉·芬尼-易普森     | 準決賽 |
| 2023年 | 威爾斯羽毛球國際賽     | 國際挑戰賽 | 女子雙打 | 茱莉·芬尼-易普森     | 準決賽 |
| 2024年 | 蘇格蘭羽毛球公開賽     | 國際挑戰賽 | 女子雙打 | 茱莉·芬尼-易普森     | 準決賽 |

| 2007-2017年 | 首要超級賽 | 超級賽 | 黃金大獎賽 | 大獎賽 | 國際挑戰賽 | 國際系列賽 | 未來系列賽 | 其他 |

| 2018-2026年 | 總決賽 | 超級1000賽 | 超級750賽 | 超級500賽 | 超級300賽 | 超級100賽 | 國際挑戰賽 | 國際系列賽 | 未來系列賽 | 其他 |

### 奧運會和世錦賽參賽紀錄
|          | 搭檔          | 2021 |
| -------- | ------------- | ---- |
| 混合雙打 | 马蒂亚斯·蒂里 | 16強 |